# Хутор Крупской (Тимашёвский район)
Крупской (ранее им. Крупской) — хутор в Тимашёвском районе Краснодарского края России.
Входит в состав Днепровского сельского поселения.

## История
По некоторым сведениям хутор полковника Бурноса основан в 1877 г. По данным на 1926 г. хутор Каменева (бывший Гребля) состоял из 36 хозяйств, в которых проживало 184 человека, основное население — украинцы. В административном отношении входил в состав Малининского сельского совета Тимошевского района Кубанского округа Кавказского края. По всей видимости, в 1936 или 1937 г., после ареста и расстрела Л. Б. Каменева хутор получает новое название — Малинино (в некоторых источниках ошибочно приводится, что название Малинино носил хутор Димитрова). В списках 1955 г. хутор значится уже под современным названием.

## Население
| 2002 | 2010 |
| ---- | ---- |
| 201  | ↘199 |

## Улицы
- ул. Крупской,
- ул. Пролетарская[10].